# Rochester and Erie Railway
Die Rochester & Erie Railway (AAR-reporting mark: RERY) ist eine Bahngesellschaft im US-Bundesstaat Indiana, die seit 2023 Güterverkehr auf einer rund 18 km langen Bahnstrecke erbringt.

## Geschichte

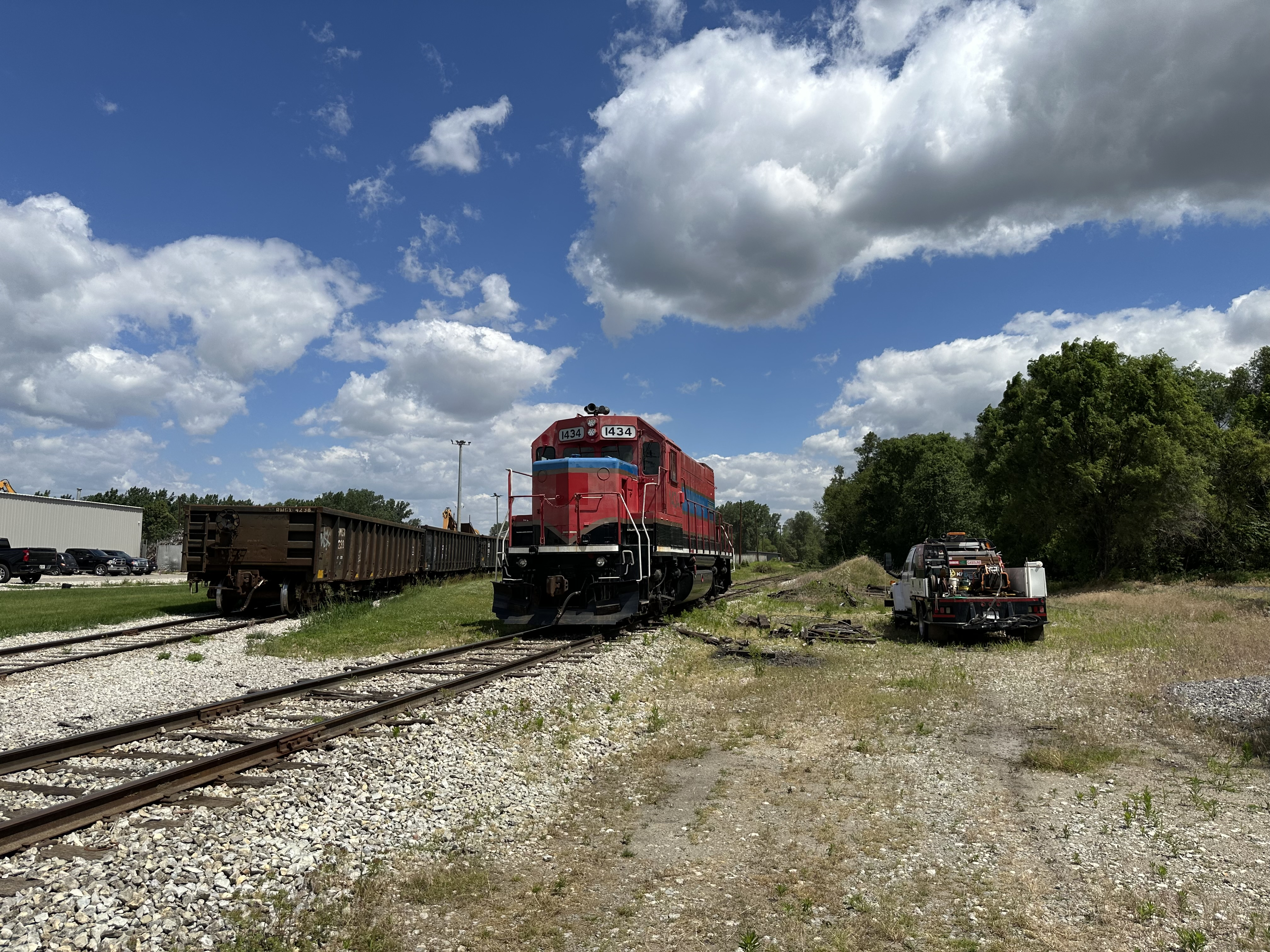
Die EMD GP15-1-Diesellokomotive der Rochester & Erie Railway (Juni 2024)

Im Oktober 1997 übernahm die nach dem lokalen Fulton County benannte Fulton County LLC die Rochester Branch der Norfolk Southern Railway (NS). Diese durch Stilllegung des südlich von Rochester anschließenden Abschnitts nach Kokomo zur Stichstrecke gewordene Bahnstrecke führt in Nord-Süd-Richtung etwa 18 km von Argos nach Rochester. Mit der Durchführung des Güterverkehrs beauftragte die Fulton County LLC zunächst die NS und ab 2011 die Elkhart and Western Railroad (E&W). Zum 15. März 2023 endete die Trackage-Rights-Vereinbarung mit der E&W.
Jason W. Grube, Eigentümer eines Schrotthandels und der Fulton County LLC, gründete im April 2023 die Rochester & Erie Railway, um den Bahnverkehr zwischen Argos und Rochester selbst zu durchzuführen. Die Betriebsaufnahme erfolgte im Frühsommer 2023.

## Verkehr
Ebenso wie die Elkhart & Western Railroad ist die Rochester & Erie Railway ausschließlich im Güterverkehr tätig. In Rochester werden neben dem Schrottplatz des Firmeneigentümers zwei landwirtschaftliche Handelsunternehmen beliefert. Die beförderten Güterwagen werden in Argos mit der Norfolk Southern Railway getauscht.

## Fahrzeuge
Die Rochester & Erie Railway setzt eine gemietete Diesellokomotive des Typs EMD GP15-1 ein.